# Farra (Einheit)
Farra war ein Volumenmaß besonders für Palmenkerne im ehemaligen Deutsch-Ostafrika. 
- 1 Farra = 15 Pischi = 48 Liter
- 4 Farra = 1 Dzisla